# Potassa (Gavorrano)
Potassa è una frazione del comune italiano di Gavorrano, nella provincia di Grosseto, in Toscana.

## Geografia fisica
Il paese di Potassa è situato in pianura, nell'area delle Colline metallifere nella Maremma grossetana, alle pendici delle propaggini settentrionali del Monte Calvo (468 m s.l.m.) e di quelle meridionali di Poggio all'Ulivo (141 m) e Poggio Moscatello (239 m). Potassa sorge a ridosso della ferrovia Tirrenica e della superstrada Variante Aurelia.
Il borgo è distante circa 7 km dal capoluogo comunale e poco più di 30 km da Grosseto.

## Storia
La frazione è sorta tra la fine del XVIII e gli inizi del XIX secolo e si sviluppò maggiormente a partire dal 1864, quando fu inaugurata la ferrovia Follonica-Orbetello e qui realizzato lo scalo principale del comune di Gavorrano. Il paese vero e proprio si sviluppò poco a ovest della stazione, nella località denominata Gabriellaccio, grande tenuta dove abitavano coloni e lavoratori soprattutto legati all'attività mineraria. Il toponimo Potassa va infatti ricondotto alla lavorazione della potassa, in quanto qui sorgevano alcuni impianti. La frazione era nota per la presenza di una locanda con stazione di posta. Potassa è ricordata anche dall'archeologo George Dennis nel suo Cities and cemeteries of Etruria (1884).
A Potassa, l'11 giugno 1944, furono fucilati dai nazisti due partigiani maremmani, il gavorranese Primo Moscatelli e lo scarlinese Flavio Agresti; tuttavia, il primo riuscì a sopravvivere fortuitamente fingendosi morto, in quanto non colpito in punti vitali. Sul luogo della fucilazione, lungo la vecchia Aurelia di fronte alla ferrovia, sotto due cipressi, è stato posizionato un cippo funebre in ricordo del partigiano Flavio Agresti, poi insignito della medaglia d'argento al valore militare.

## Società

### Evoluzione demografica
Quella che segue è l'evoluzione demografica della frazione di Potassa.
| Anno | Abitanti | Note  |
| ---- | -------- | ----- |
| 1961 | 94       | [ 6 ] |
| 1981 | 132      |       |
| 2001 | 160      | [ 7 ] |
| 2011 | 208      |       |

## Infrastrutture e trasporti

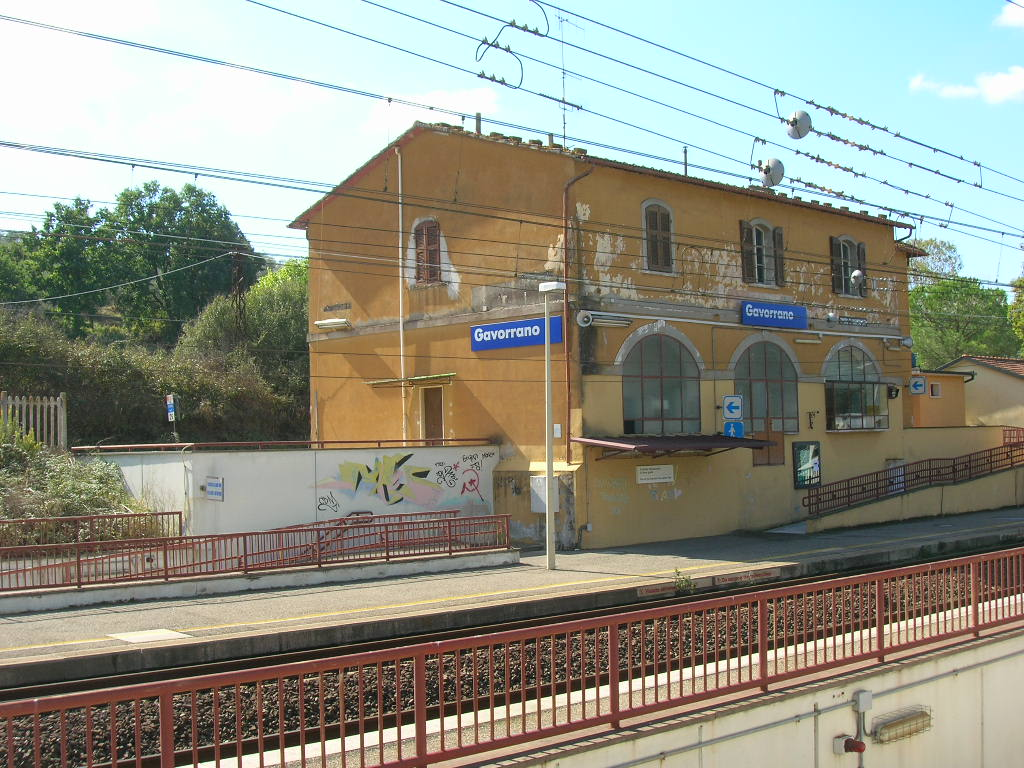
La stazione di Gavorrano a Potassa

### Strade
La frazione è situata lungo il vecchio tragitto della via Aurelia, che giungendo da Grosseto attraversa prima di arrivare a Potassa i borghi di Braccagni, Giuncarico e Grilli, per poi continuare in direzione di Bagno di Gavorrano. Inoltre, sorgendo anche a ridosso della superstrada, è servita da uno svincolo della Variante Aurelia (svincolo Gavorrano Scalo).

### Ferrovie
La frazione ospita la stazione ferroviaria principale del comune di Gavorrano, sulla ferrovia Tirrenica da Livorno a Roma. Per questo il paese è noto anche come Gavorrano Scalo.